# بورسيرة شاطئية
بورسيرة شاطئية (الاسم العلمي:Bursera littoralis) هي نوع من النباتات تتبع جنس البورسيرة من الفصيلة البخورية.